# Jorge Fascetto
Jorge Fascetto (c. 1933-Buenos Aires, 19 de noviembre de 2022) fue un ingeniero y periodista argentino, fundador del Diario Popular y presidente del grupo El Día de La Plata. También intregó la Sociedad Interamericana de Prensa (SIP), presidiendo la organización entre 1998 y 1999.

## Vida personal
Fascetto estuvo casado con Isabel Stunz y tuvo cuatro hijos: María Isabel, Martín, Virginia y Francisco, entre quienes el último ha sido director de Diario Popular.